# مارتينا ماريا إنيجيث
تعد مارتينا إنيجيث من المعاصرين، ولدت 24 نوفمبر 1939 وهي كاتبة قصائد شعرية غنائية (وخصوصاً في التانجو والشمامي وهي رقصة نموذجية توجد في شمال شرق الأرجنتين). تم نشر أعمالها الفنية تحت اسم مارتينا إنيجيث. عندما كان لديها عامين، في الحفلات العائلية كان والديها يقوموا برفعها على كرسي لكي تلقي قصائد شعرية كاملة من ذاكرتها للشاعر اوليجاريو فيكتور أندرادي والشاعر الفاريز كوينتيرو.
وعندما بلغت ثمانية سنوات من عمرها انتقلت مع عائلتها إلى مدينة بوينس آيرس وكانت قد استغرقت وقت ومجهود لكي تتعود على حياة المدينة وكانت تعيش في شارع مايو وهو على بعد ثلاثمائة متر من شارع يوليو وكانت كل ليلة تتمشى في الميادين الصغيرة وتتذكر حياتها في مدينة ليتورال، وفي هذه الفترة توسعت أكثر مع العالم وبعد إتمامها دراستها الثانوبة قامت بدراسة الدراسات الفرنسية لمدة إحدى عشر عاماً في التحالف الفرنسي، وشاركت أيضاً عن الأوبرا الفرنسية والترانين الروحية السوداء في مسرح كولون، كما شاركت في دروس عن التصوير القديم في فن السبعة وثلاثين في مدينة بوينس آيرس.
خلال الخمسين سنة الأولى من حياتها كانت تعيش مع أسرتها، وفي عام 1991-عندما بلغت الواحد والخمسين من عمرها-زوجت بناتها الإثنين، ولكي تتجنب أمراض الوحدة –كما كانت تسميها- قررت التفرغ للنشاط الثقافي الذي كان يشغل كل وقتها. درست أيضاً الأوزان الشعبية والغنائية في مدرسة الموسيقى SADAIC، لتتعلم كتابة القصائد الشعرية للشمامي والبوليرو(رقصات اسبانية).
وهناك شاركت في مسابقة شعرية بالعامية والتي أقيمت بالقرب من مسلة مدينة بوينس آيرس وكانت زميلة لها قد أعطتها قاموس عامي وشجعتها على المشاركة في المسابقة وفي هذه المسابقة كانت قد كتبت ثلاث قصائد بكلمات أغلبها بالعامية وقدمتها للمسابقة (ولم تكن ماريا مشهورة في هذه الفترة) وعندما ذهبت لحفل تسليم الجوائز تعرفت على خوسي جوبيو عام 1919 وقالت له أنها تريد تعلم كتابة الشعر بالعامية فرد قائلاً «في البداية أحضري لي شيئاً قد كتبتيه فإذا نال إعجابي فسوف أعلمك».وبعد أن اطلع على قصائدها قرر أن تدخل في مجموعة الشر في بوينس آيرس لتي كان يرأسها شعراء وكتاب وكاتبي مقالات ومنهم اورلاندو ماريو بونزي وريكاردو استوني (فاز في إحدى المسابقات العامية).
وتقول مارتينا إنيجيث "أجهدني كثيراً كتابة النشيد الأول لكن منذ تلك اللحظة كان لدي انطباع أن أحداً كان يلقي علي كتابة القصائد.وفي اسبوع واحد قد كتبت سبعة قصائد فكاهية ونقلتهم إلى صالون أدبي يدعى كيروفانو (كما كنا نسمي النقاد الذين يقوموا بأعمالهم في مجموعات)، وكانت لديهم موافقة بالإجماع بأن جعلوني أقرأ القصائد عدة مرات ثم صرحوا بأن "اليوم ولدت شاعرة عامية جديدة" بالإضافة إلى أنهم نصحوني بالإستمرارية في كتابة الشعر العامي وذلك لأنه يوجد شعراء غنائيين كثيرين ومتميزين.
وفي المقابل وكما يزعمون أن اسلوبي في كتابة العامية فريد وربما يكون ذلك بسبب جهلها في البداية فن التانجو والشعر العامي مما جعلها لا تتأثر بأي تيار لشعراء أخرين"
وبعد مرور أربع سنوات نشرت كتابها الأول تحت عنوان «عشرون قصيدة من العامية وأغنية غير متناغمة» بمقدمة عن ريكاردو استوني ثم تبعه الكتاب الثاني وكان بمقدمة عن خوسي جوبيو، ثم الكتاب الثالث بعنوان «القوافي المجنونة» وكان بأسلوب غوستافو ادولفو بيكر.
وايضا كتبت مقتطفة للشعر العامي للسيدات تحت عنوان «الألغام العامية» بمقدمة لـ خوسي جوبيو لكنه لم ينشر حتى الآن.
الكثير من قصائدها مثل القصائد الغنائية تكون مكتوبة من وجهة نظر المرأة المعاصرة، في مقابل الرؤية التقليدية للتانجو، وفي عام 1994 التحقت بـ’مجموعة الكتاب والشعراء في ماتانثا ‘ التي يديرها خوسي انطونيو بانيثي (وهو محرر جريدة لاثس لتراس)، وأيضا كان لها اسهامات في الشعر الغنائي والقصص والعلوم حيث حصلت على العديد من الجوائز.
ولدى مارتينا إنيجيث أكثر من تسعون قصيدة غنائية مسجلة.
تم نشر أعمالها في مجالات عديدة داخل وخارج الأرجنتين بالإضافى إلى أنها شاركت في عروض كانت تجمع بين رقص التانجو والفكاهة مع سيلفانا غري غوري، لويس كارداي، ماورا سيباستيان، ‘في نادي النبيذ’، ومقهى ‘تورتوني’، وصالون ‘الحطوات المفقودة’(في قصر المؤتمرات للقموية الأرجنتينية)،’المكتبة القومية’،’منزل ريكاردو روخس’،’اكاديمية بورتينيا لينفاردو’،’احتفال التانجو’، في مدن سانتاكلارا ومدينة اولفاريا ومدن أخرى في الأرجنتين، ومونتيبديو تكوارمبو، دوراثنو في اروجواي.
وأصبحت مارتينا عضو مؤسس في أكاديمية الشعر العربي ورابطة الشعراء العاميين، وكانت أحد أعضاء التحكيم في العديد من مسابقات أدبية محلية ودولية.
الكثير من أعمالها ترجمت بواسطة مترجمين معروفين ومنهم:
- كاتشو اسبندولا
- سلفانا غري غوري
- اوسكار لاروكا
- رينالدو مارتين
- ماريا اوفيليا
- ماورا سيباستيان
- تيروتشا سولا
- فيفبانا فيجل
- ماتيو فيلالبا

بالإضافة إلى أنها كتبت لملحنين للرقص التانجو والتراث الشعبي ومنهم
- رؤول جاريللو
- كارمن جوزمن
- خوان مورتيو
- لويس ساليناس
- ماريو بالديث
- اوسكار فاليس
- ماتيو فيلالبا

كما شاركت موضوعات مع ماريا غرانيا وسلفانا غري غوري وأخرون.

## بحث عن كارلوس غارديل
في عام 1995 انضمت إلى فريق بحث حول حياة ونشأة المغني المشهور للتانجو كارلوس غارديل، بدأت في عام 1960 بواسطة الصحفي الأرجواني ايراسمو افلس سيلفا كابريرا.
معلومات تم الحصول عليها ممن جاء بعده-نيلسون بايردو وادواردو جونثالث (كلاهما ارجواني)، وأضافت إلى المقدمة للأرجنتيني ريكاردو اوسطوني والكلومبي لوثيانو لوبيث-أدى بها إلى المشاركة في نفس الموضوع.
وكتبت مقال كارلوس غارديل: الذي فيه سيرته الذاتية غير المعروفة بين عامي 1846 و 1912 حيث وضحت بطريقة شاملة أن الأرجواني كارلوس غارديل والفرنسي شارلس غارديس كانو شخصين مختلفين.
بالإضافة إلى بحثها عن مدرسة كارلوس غارديل بالتعاون مع المتحف التعليمي في مونتيفيديو، وأثبتت بطريقة يغير قابلة للشك أن صورة مدرسية معروفة للمغني مأخوذة في مدرسة مونتيفيديو قبل وصولها إلى برتاكاردس وأيضا وصول ابنها إلى بوينس ايرس عام 1893 الذي يؤكد وجود طفلين إحداهما ولد في طولوس والذي تعلم في مدرسة في بوينس ايرس والآخلر اورجواني بدأ دراسته في حي جنوب مدينة مونتيفيديو
ووجدت أيضا تاريخ دخول استيفان كابوت، صديق الطفولة لغارديل وأثبتت أنه لم يكن من الممكن أن تتعرف على الغني في طولوسا وفقاً لي تصريحات التي أعلنتها المجلات كريتيكا وبلاتا
منذ أن وصلت إلى بوينس ايرس بسنة ونصف قبل ولادة كارلوس غارديس في فرنسا وجدت أن أناييس بويكس صديق برتا ان يفترض استقبالها مع زوجها فرتوناتو منيث منذ وصوله إلى بوينس ايرس.
وفي عام 1893 ظهرت كأنها عزراء وابنة غير شرعية تدعى أماندا بويكس وفي القاءمة المقابلة للتعداد لم يظهر فرتوناتو منيث.
اناييس بويكس كان يعيش في شارع يسمى كورينتس منذ 1757 إلى عام 1908، الذي أصدر عن طريق الخطأ النسخة في الوقت المناسب الذي اعطاه لبرتا كارديس «الأغنية الحديثة» وف هذا السياق لم يستطيع كارلوس البحث عنها بعد ست سنوات من اختفائها
وفي يونيو عام 2008 نقلت عنه لجنة الثقافة لبرلمان اورجواي مع السلطات تدريس متحف مونتيفيديو لعرض أبحاثهم على تعليم كاروس غارديل.
في سبتمبر 2009 شارك كارلوس غارديل في «10 مؤتمر تاريخ الصورة الفوتوغرافية في الأرجنتين 1839 - 1939»، الذي تم في مدينة تشاسكوموس، حيث قدم ورقة كارلوس غارديل، صور فوتوغرافية التي تعرف هويته.
وحيث توضح الصور الفوتوغرافية بانها تحدد أن كارلوس غارديل وتشارليز روموالد غادريز كانوا شخصين مختلفين.
وظل هكذا الثبات بأن التاريخ الرسمي منتشر حتى الآن على المغني ريفر بليت باطل، بمثاة الشكوك على حقيقة هويته.
ومن الضروري تحديد الهوية الحقيقية لدى كارلوس غارديل من خلال تحليل الحمض النووي، لإنهاء ذلك مع مهاترات عقيمة، وتعميق على قواعد على أثاث صلب حقيقة السير الذاتية للمغني.
وهكذا، الآثار على حقائق كارلوس غارديل، استطاعت أن تكون موجودة بفضل أبحاث ودراسات أثروبولوجية اكتملت على صور فوتوغرافية طفولية لكارلوس غارديل، جنباً إلى جنب مع نتائج العديد من الأفلام الوثائفية، شهادات الميلاد، الزواج ووفاة كثير من الشخصيات التي تدور حول حيات المغني، سجلات التعداد، سجلات مركز دراسات الهجرة بأمريكا اللاتينية، مقابلات صحفية ومجلات في ذلك الوقت.
تكمل هذه التحقيقات شهادات أحفاد الأصدقاء والأقارب المزعوومة لدى المغني.
وفي كل هذه المسألة، عنصر مهم كان بدون شك نتيجة منهج 1915 لكارلوس غارديل، الذي ختى هذه اللحظة يعتقد أنه مدمر.
الوثيقة الموجودة، وجميع ما سبق، تتعارض مع إصدار المروسم الأصل الفرنسي لكارلوس غارديل معلنة حتى الوقت الحاضر من قبل ما يسمى «بالتاريخ الرسمي»، ويدعم التصريحات العلنية المستمرة ووثائق رسمية مصنعة في حياة المغني «ولدت هنا في تكواريمبو التي من ناحية أخرى غير واضح» «منبر شعبي، واحد من شهر أكتوبر عام 1933».
النتيجة التي قد وصلت إليها مارتينا إنيجيث من أبحاثها، أدى تدخل أسمه في «القائمة السوداء» من قبل مدافعين للفرنسي غارديل، وكونه واحداً من الأهداف المفشلة لدى المدفعية الفرنسية، في كل مرة يتم تشجيع الجدل.
كل هذه المناقشات وهذه المحظورات تقريباً تعتبر عقيمة وغير مهدية، إنها ربما فقط في نهاية المطاف مع مقارنات تفصيلية من الحمض النووي، بين بقايا المغني حالياً في مقبرة تشاكاريتا وأيضا بقايا أشخاص أخرى.
ولكن الآن لقد تمكنت الباحثة من تحديد موقع شهادة الهوية الأرجنتينية للمغني، التي يعود تاريخها إلى شهر أكتوبر عام 1920.
الشهادة تقول أنه أعذب، فنان، مولود في مدينة تكوارمبو «أرجواي» إحدى عشر من شهر ديسمبر عام 1887.
لقد ظهر في الوثيقة صورة لكارلوس غارديل عام 1920، أنه قليل الوزن.
أبحاث مارتينا إنيجيث استحقت تمييز الجائزة الرابعة الذهبية لغارديل يوم الخامس من شهر ديسمبر عام 2009 في تكوارمبو، والتي من المفترض التي مسقط رأس كارلوس غارديل.

## جوائز كارلوس غارديل
لقد حصل على العديد من الجوائز القومية والعالمية في مختلف الأنواع كما هو مفصل كالتالي في الكلمات، الأغاني ورقصات التانجو أخذت عليه جوائز.
العاصمة «القصة من المسلة»، رقصة التانجو، ذكرى خاصة، مسابقة التانجو البلدية«الشعبية» «هوغو ديل كاريل» 1992.
العاصمة «العجوز سان تلمو»، جائزة، مسابقة التانجو البلدية«هوغو ديل كاريل» 1994.
العاصمة «سأتذكرك» فالس، الدور النهائي في مسابقة التانجو الغير منشورة من SADAIC عام 1992.
بحر الفضة «بياسولا والبحر» رقصة التانجو الدور النهائي مسابقة انريكي سانتوس ديثيبولو عام 1998.
ميامي، فلوريد1، الولايات المتحدة الأمريكية-إذا كنت تريدني-، أغنية، أول جائزة في مسابقة «لويس كاساس روميرو»، مجتمع ثقافي سانتا سيسليا عام 1999.
العاصمة «أتسائل» رقصة التانجو، شرون جائزة في مسابقة التانجو «من بوييدو إلى العالم» عام 1999.
العاصمة «المطر»، ذكرى خاصة، مسابقة التانجو الشعبية«هوغو ديل كاريل» عام 2002.

### الجوائز الأولى في الشعر
العاصمة أول جائزة للشعر، مسابقة «ماريا اوفيليا وشعبها»، راديو شعبي، عام 1994.
حملونات مرجانية، فلوريدا، الولايات المتحدة الأمريكية.أول جائزة، مسابقة شعر نهر اللونس عام 1998.
سانتا كلارا دلمار- جائزة السوناتا العامية، ورابع مسابقة أدبية قومية عام 1999.
بوينس ايرس-أول جائزة أ س ي. بوينس ايرس عامية، القرن العشرين مسابقة شعرية وريفر بليت والرابع عشر أسبانية أكريكانية، عام 2003.
بوينس ايرس-أول جائزة، أ س ي. بوينس ايرس عامية، جائزة الشعر ن.أي.دي كونيبرتي، عام 2011.
إلى جانب ذلك، المجمع بوينس ايرس العامية ميزها بين أفضل عشرين شاعر عامي من البلد، وتسلمه ميدالية من الفضة للشاعر الشعبي.
الخامس من ديسمبر عام 2009 لقد تسلم اونال فرديل الذهب، جائزة البحث الغارديلي، في التسليم الرابع من الجوائز الحرزة في تكوارمبو، مهد كارلوس غارديل.
هو عضو من المجمع بوينس ايرس للعامية ودائرة الشعراء العامين.وقد أدى اليمين في مختلف المسابقات الأدبية.
في الخامس من ديسمبر عام2009 لقد استلم الغارديل الذهبي في التسليم الرابع من الجوائز المحرزة في تكوارمبو، مهد كارلوس غارديل،

## حياتها الخاصة
لقد تزوجت مارتينا إنيجيث في الرابع والعشرين من شهر أبريل عام 1958، ولها ابنتان وحفيدتان وحالياً تعيش في مدينة ادو، في منطقة الغرب من العاصمة الكبرى.

## قصائد وأغاني مارتينا إنيجيث

### مجموعة من المواضيع المرتبطة بالأوراجواي
- التسلسل الزمني المخفي لغارديلكارلوس غارديل.
- مايكل جويونوسا.
- شارع التنهيدات
- أنا أحبك ترينيدار
- قلب واحد

### من كتابه عشرون قصيدة لونفامور وأغنية غير متناغمة يتميزون
- الحب الأبدي
- انتقام الرفاعية
- الفوز
- أغنية غير متناغمة

### قصائد عامية
- إلى ميلونجا
- الحب الأبدي
- كوب من القهوة تذكارية
- من الطماطم
- شكراًلونفارديا
- حتى الموتانتظرنابطئ
- أخلاقي
- الربيع في الفم
- تحقيق
- وصفة
- قطن طبي

### الأغاني
- آخر فراغ
- المنزل
- وقت أزرق
- رقص التانجو بصوت
- ليلة زرقاء ولحن غرامي